# Zamudio Sociedad Deportiva
Lo Zamudio Sociedad Deportiva, chiamato comunemente Zamudio, è una società calcistica con sede nell'omonimo paese, nei Paesi Baschi, in Spagna. 
Gioca nella Tercera División, la quarta serie del campionato spagnolo.

## Tornei nazionali
- 2ª División: 0 stagioni
- 2ª División B: 1 stagioni
- 3ª División: 14 stagioni

## Stagioni
| Stagione    | Categoria      | Posizione |
| ----------- | -------------- | --------- |
| dal 1943-44 | Cat. regionali | —         |
| al 1993-94  | Cat. regionali | —         |
| 1994/95     | 3ª             | 10°       |
| 1995/96     | 3ª             | 2°        |
| 1996/97     | 2ªB            | 18°       |
| 1997/98     | 3ª             | 15°       |
| 1998/99     | 3ª             | 19°       |
| 1999/00     | Cat. regionali | —         |
| 2000/01     | 3ª             | 5°        |
| 2001/02     | 3ª             | 15°       |
| 2002/03     | Cat. regionali | —         |
| 2003/04     | 3ª             | 11°       |

| Stagione | Categoria      | Posizione |
| -------- | -------------- | --------- |
| 2004/05  | 3ª             | 5°        |
| 2005/06  | 3ª             | 16°       |
| 2006/07  | Division honor | 1°        |
| 2007/08  | 3ª             | 4°        |
| 2008/09  | 3ª             | 9°        |
| 2009/10  | 3ª             | 9°        |
| 2010/11  | 3ª             | 15°       |
| 2011/12  | 3ª             | 9º        |
| 2012/13  | 3ª             | 9º        |
| 2013/14  | 3ª             | 8º        |
| 2014/15  | 3ª             | -         |